# 绿囊薹草
绿囊薹草（学名：Carex hypochlora）为莎草科薹草属的植物。分布在朝鲜、俄罗斯远东地区以及中国大陆的黑龙江、吉林、辽宁等地，生长于海拔460米至500米的地区，多生于山坡草甸和松林下，目前尚未由人工引种栽培。